# Vellberg

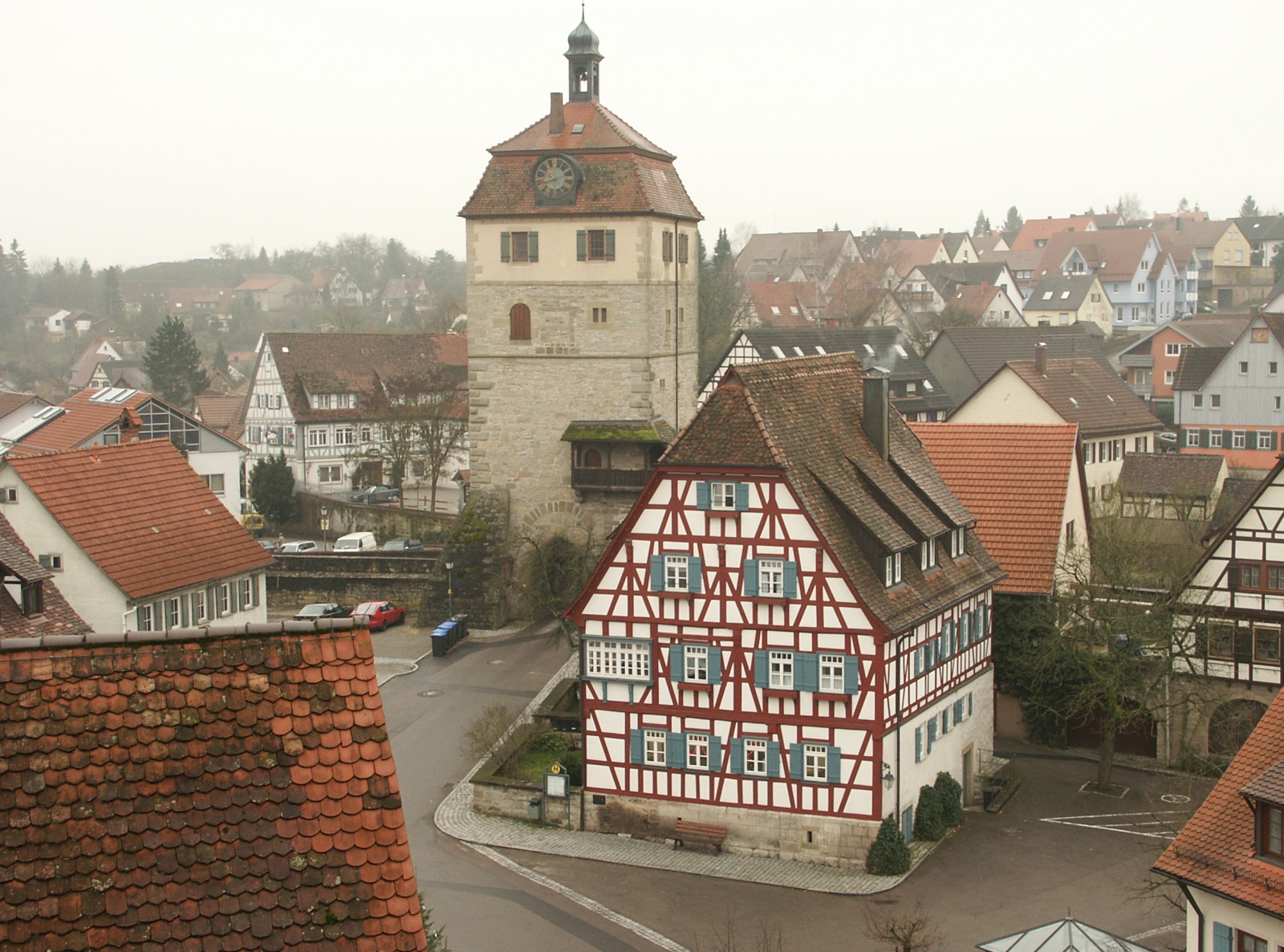
Stare Miasto

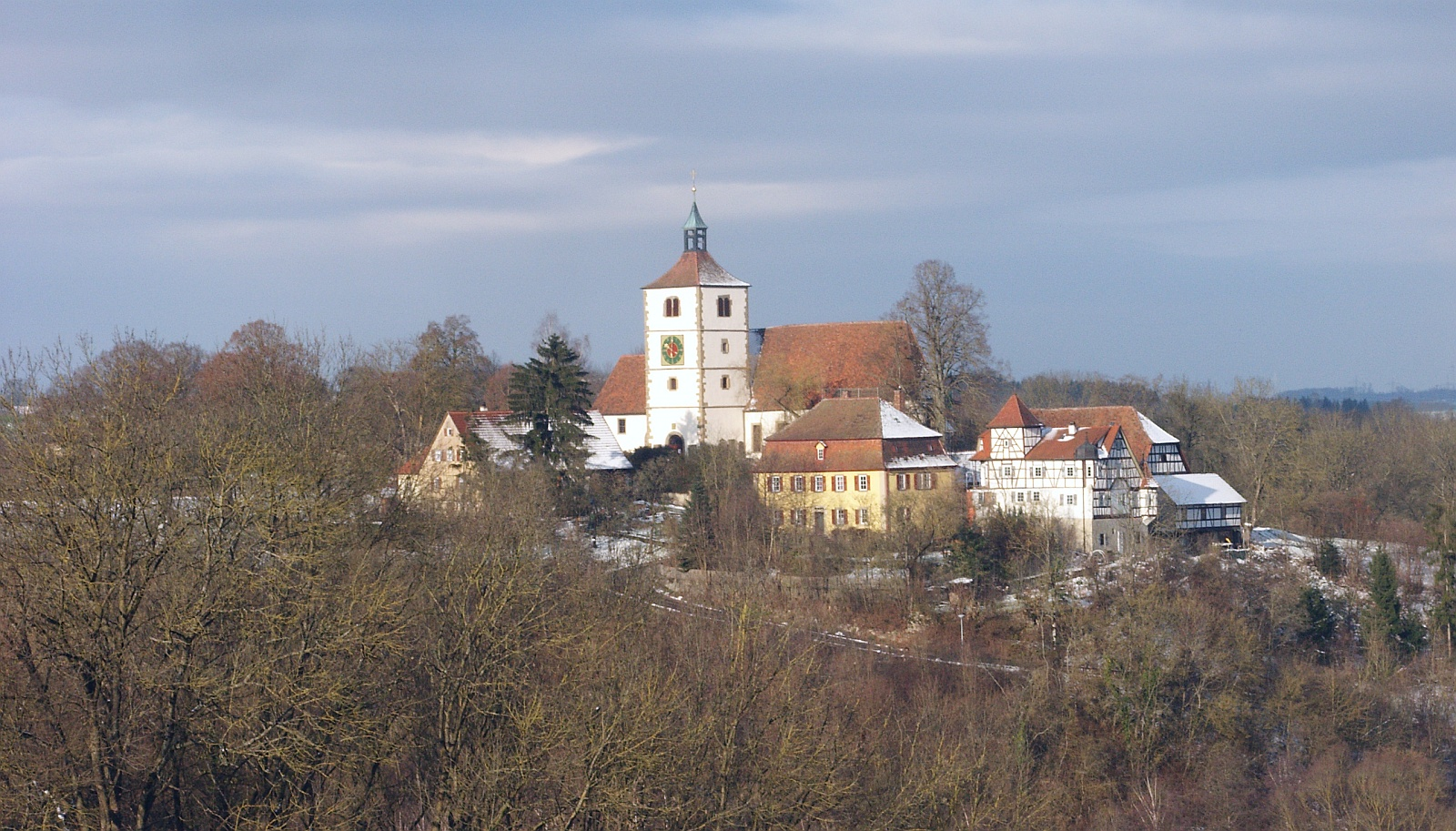
Stöckenburg

Vellberg – miasto w Niemczech, w kraju związkowym Badenia-Wirtembergia, w rejencji Stuttgart, w regionie Heilbronn-Franken, w powiecie Schwäbisch Hall, wchodzi w skład związku gmin Ilshofen-Vellberg. Leży nad rzeką Bühler, ok. 10 km na wschód od Schwäbisch Hall.